# Vlag van De Groeve

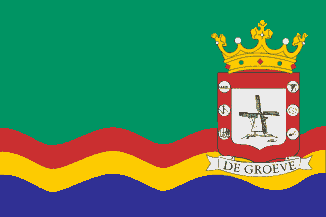
Vlag van De Groeve

De vlag van De Groeve werd in mei 2009 vastgesteld als de dorpsvlag van het Nederlandse dorp De Groeve, in de Drentse gemeente Tynaarlo. Op initiatief van het Jubileumcomité ontwierpen Alie Smith en Henry Zwiers de vlag van De Groeve, nauw verbonden met de leefomgeving van de inwoners van het dorp De Groeve.

## Symboliek
- Groen verwijst naar de groene omgeving die het dorp omringt.
- Rood staat voor de lintbebouwing van het dorp.
- Geel staat voor de stranden langs het Zuidlaardermeer.
- Blauw het water van het genoemde meer.
- De kroon vertegenwoordigt het gevoel van de dorpelingen wanneer ze zich realiseren dat ze in zo'n bevoorrecht dorp wonen 'als een koning'.
- Op het schild staan de logo's van de verenigingen die het jubileum vieren.
- De molen is een korenmolen uit 1836.

Anloo
· Annen
· Annerveenschekanaal
· Dalen
· De Groeve
· Een
· Eext
· Eexterveen
· Eexterveenschekanaal
· Elim
· Gasselternijveen
· Gasteren
· Gieten
· Gieterveen
· Grolloo
· Hollandscheveld
· Nieuw-Weerdinge
· Noordscheschut
· Schoonoord
· Tiendeveen
· Uffelte
· Wapse
· Witteveen
· Yde-De Punt
· Zorgvlied